# Нормандські острови
Нормандські острови (англ. Channel Islands, фр. îles Anglo-Normandes, îles de la Manche) — група островів, що складається з двох великих, Джерсі і Гернсі, і кількох дрібних (Каскетс та ін.). Архіпелаг розташований на захід від Нормандії.
Острови у складі двох коронних володінь Джерсі і Гернсі перебувають під юрисдикцією Великої Британії, але не входять до її складу.
Населення островів становить приблизно 160 тис. осіб (2003).

## Географія
Площа архіпелагу 196 км². Постійно населені Нормандські острови:
- Гернсі
- Джерсі
- Олдерні
- Сарк
- Герм
- Джету
- Брехон

Є також кілька незаселених острівців. Чотири є частиною Джерсі:
- Екреу
- Менкье
- П'єр-де-Лек
- Ле-Діруй

Лежать поза Олдерні:
- Ортак
- Беру
- Каскетс

Лежать поза Гернсі:
- Кревішон
- Ліху
- Уме

Найбільшим містом і столицею Джерсі є Сент-Гелієр (Сант-Ельє). Столиця Гернсі — Сент-Пітер-Порт. Населення цих міст — 28310 і 16488 осіб за станом на 2001 рік.

## Культура
Національний склад (2008)
- англійці — 56%
- французи — 40%
- бельгійці — 2%
- голландці — 1%
- інші — 1%

На островах розвинене скотарство й рибальство.